# Elena Bianchini Cappelli
Elena Bianchini Cappelli (Roma, 19 settembre 1873 – Rimini, 1919) è stata una cantante italiana.

## Biografia

Elena Bianchini Cappelli interpreta Tosca nel 1919.

Elena Bianchini Cappelli con Enrico Caruso in Cavalleria Rusticana, 1895; da una pubblicazione del 1922.

Elena Bianchini nacque a Roma . Debuttò a tredici anni come Lisa nell'opera La Sonnambula di Vincenzo Bellini. Approfondì quindi lo studiò del canto a Napoli con Guglielmo Vergine, maestro anche di Enrico Caruso.
Nel 1895 partecipò con Caruso alla Cavalleria rusticana a Caserta e successivamente cantò in Manon Lescaut al Cairo nel 1895. Un aneddoto riferisce che la coppia di cantanti aveva solo cinque giorni per studiare l'opera, così Caruso attaccò la partitura sulla schiena di Elena Bianchini Cappelli, che dovette limitare al massimo i movimenti in scena.  
Nel 1899 fu nel cast del Sigfrido  di Wagner al Teatro alla Scala. Fu anche nel cast dell'opera Un ballo in maschera di Giuseppe Verdi diretto da Arturo Toscanini a Trento. Partì per una tournée negli Stati Uniti nel 1902, l'anno in cui cantò "Sylvia" in Zanetto al Metropolitan Opera House, con la direzione del compositore Pietro Mascagni di cui era una delle cantanti preferite. All'inizio del nuovo secolo insegnò canto a New York col sostegno dell'amico Caruso.  Sposò l’impresario teatrale Fortunato Cappelli.
Morì nel 1919 nella sua villa di Rimini a 46 anni.

## Tributi e omaggi
A Rimini le è stata intitolata una strada.